# Attirance fatale : Qui a tué Anne-Marie F. ?
Pour plus de détails, voir Fiche technique et Distribution.
Attirance fatale : Qui a tué Anne-Marie F. ? (And Never Let Her Go) est un téléfilm américain en deux parties diffusé à partir du 1er avril 2001 sur le réseau CBS.

## Synopsis
Sans nouvelles de leur sœur Anne-Marie Fahey, secrétaire au bureau du gouverneur, Kathleen et Brian font appel à la police pour la retrouver.
Dans son appartement, ils trouvent le journal intime de la jeune femme et découvrent ainsi sa liaison avec le célèbre avocat Thomas J. Capano.
Après des mois d'enquête la police découvre enfin la vérité…

## Fiche technique
- Titre original : And Never Let Her Go
- Titre français : Attirance fatale - Qui a tué Anne-Marie F. ?
- Réalisation : Peter Levin
- Scénario : Adam Greenman, d'après le roman d'Ann Rule
- Genre : Drame
- Durée : 200 minutes (en deux parties)
- Date de sortie : 
  -  États-Unis : 1er avril 2001
  -  France : 1er avril 2002 sur M6

## Distribution
- Kathryn Morris (VF : Julie Dumas) : Anne-Marie Fahey
- Mark Harmon (VF : Philippe Peythieu) : Thomas Capano
- David Hewlett (VF : Pierre Tessier) : Gerry Capano
- Kevin Hicks : Brian Fahey
- Rebecca Jenkins (en) : Kathleen Fahey-Hosey
- Rachel Ward : Christine Steve
- Steven Eckholdt : Colm Connoly
- Paul Michael Glaser : Frank Guliata
- Marcia Bennett : Ruth Boylan

## Anecdotes
- Le téléfilm se base sur le livre And Never Let Her Go d'Ann Rule.
- Ann Rule se base elle-même sur l'histoire de Thomas Capano et de Anne-Marie Fahey.